# Браслет 2
«Браслет 2» (рос. «Браслет 2») — російський радянський повнометражний чорно-білий художній фільм, поставлений на Кіностудії «Ленфільм» в 1967 року режисерами Львом Цуцульковським та Михайлом Шамковичем за мотивами повісті Льва Брандта.
Прем'єра фільму в СРСР відбулася 26 лютого 1968 року.

## Зміст
Історія скакуна на прізвисько Браслет-2, котрий прославився своїми успішними забігами на іподромі. Він був улюбленцем публіки, поки не почалася громадянська війна. Потім його стали використовувати як гужового коня. Йому дають інше прізвисько й особливо не церемоняться з ним. Та після війни, поборовши травми і хвороби, він робить свій останній заїзд на іподромі.

## Ролі
- Олег Жаков — Рибкін
- Володимир Воробйов — Сенька Мочалкін
- Василь Ліванов — наїзник Африкан Савін
- Сергій Плотников — Чуркін, начальник автогужтранспорта
- Пров Садовський — Олексій Григорович Лисухін, власник стайні (роль озвучив — Олег Басилашвілі)
- Володимир Труханов — Федька
- Костянтин Адашевський — коментатор на іподромі
- Юрій Башков
- Федір Балакірєв
- В. Бобров
- А. Карпінський
- Володимир Ляхов
- Михайло Мудров
- Олексій Зайцев — епізод
- Михайло Іванов — любитель перегонів
- Б. Наумов — епізод
- Віктор Перевалов — червоноармієць
- Юрій Соловйов — зв'язковий
- Віктор Терехов — епізод
- Олег Хроменков — епізод
- Григорій Шмойлов — Федір, візник
- Ігор Щепетнєв — бригадир візників
- Олександр Анісімов — червоноармієць (у титрах не вказаний)
- Борис Аракелов — епізод (у титрах не вказаний)
- Олександр Афанасьєв — епізод (у титрах не вказаний)

## Знімальна група
- Сценарій — Альбіни Шульгіної, Вадима Михайлова
За мотивами повісті Льва Брандта.
- Режисери-постановники — Лев Цуцульковський, Михайло Шамкович
- Головний оператор — Євген Мезенцев
- Художник — Борис Биков
- Режисер — Вадим Терентьєв
- Монтажер — Валентина Миронова
- Оператор — Костянтин Соболь
- Композитор — Мурад Кажлаєв
- Звукооператор — Ірина Черняхівська
- Художник по костюмах — Валентина Жук
- Декорації — В. Кропачева
- Грим — Г. Вдовиченко
- Комбіновані зйомки:
Оператор — Ю. Мурашов
Художник — Марія Кандата
- Асистенти:
режисера — В. Журавель, С. Барадеї
оператора — А. Ярошевський
- Дресирування — Якова Найшулера (в титрах зазначений як — Я. Нейшулер), А. Карпінського
- Редактор — Олександр Безсмертний
- Директор картини — Володимир Беспрозванний